# Oegopsida
Oegopsina d'Orbigny, 1845 è uno dei due sottordini di calamari appartenenti all'ordine Teuthida, insieme al sottordine Myopsina. Insieme a quest'ultimo è stato, secondo alcune tassonomie, elevato a Ordine con il nome di Oegopsida, a seguito della messa in dubbio dell'ordine Teuthida.
Le specie appartenenti al sottordine Oegopsina sono spesso pelagiche, con alcune specie neritiche che vivono nelle vicinanze di montagne sottomarine. Le specie hanno diverse caratteristiche in comune, una testa priva di tasche tentacolari, occhi che mancano di copertura corneale, braccia e mazze tentacolari che possono presentare uncini, supporti boccali privi di ventose e ovidotti che nelle femmine si presentano "a coppie".
Gli Oegopsida differiscono dai più costieri Myopsida, caratterizzati dal genere Loligo, essi infatti presentano coperture corneali sopra gli occhi e tasche tentacolari, mancano di uncini, non hanno ventose sui supporti boccali e presentano un solo ovidotto.
Le specie di Oegopsina sono gli unici decapodi che difettano di una tasca per i tentacoli, condividono però diversi tratti con alcuni gruppi di decapodi. Come i Bathyteuthoidea e i Myopsida, gli Oegopsida presentano un canale brachiale assente in altre specie calamari. Come gli Spirulidae e gli Idiosepiidae, gli Oegopsida mancano di ventose sui supporti boccali e insieme ai Bathyteuthoidea, gli Idiosepiidae e gli Spirulidae non hanno muscoli circolari sulle ventose.
Di seguito, le famiglie comprese dal sottordine Oegopsina:
- Sottordine Oegopsida
  - Famiglia Ancistrocheiridae
  - Famiglia Architeuthidae
  - Famiglia Bathyteuthidae
  - Famiglia Batoteuthidae
  - Famiglia Brachioteuthidae
  - Famiglia Chiroteuthidae
  - Famiglia Chtenopterygidae
  - Famiglia Cranchiidae
  - Famiglia Cycloteuthidae
  - Famiglia Enoploteuthidae
  - Famiglia Gonatidi
  - Famiglia Histioteuthidae
  - Famiglia Joubiniteuthidae
  - Famiglia Lepidoteuthidae
  - Famiglia Lycoteuthidae
  - Famiglia Magnapinnidae
  - Famiglia Mastigoteuthidae
  - Famiglia Neoteuthidae
  - Famiglia Octopoteuthidae
  - Famiglia Ommastrephidae
  - Famiglia Onychoteuthidae
  - Famiglia Pholidoteuthidae
  - Famiglia Promachoteuthidae
  - Famiglia Psychroteuthidae
  - Famiglia Pyroteuthidae
  - Famiglia Thysanoteuthidae